# Koszmosz–967
A Koszmosz–967 (oroszul: Космос–967) szovjet DSZ–P1–M típusú célműhold.

## Küldetés
Kijelölt pályán mozogva imitálta egy ballisztikus rakéta támadását, ezzel segítve a rádiólokátoros felderítést. Biztosította a légvédelem szerves egységeinek (irányítás, riasztás, imitált elfogás, gyakorló megsemmisítés) összehangolt működését.

## Jellemzői
Az ISZ típusú elfogó vadászműholdak teszteléséhez a dnyipropetrovszki OKB–586 (Juzsnoje) tervezőirodában kifejlesztett űregység. Üzemeltetője a moszkvai Honvédelmi Minisztérium (oroszul: Министерство обороны – MO).
Megnevezései: COSPAR: 1977-116A; SATCAT kódja: 10512.
1977. december 13-án a Pleszeck űrrepülőtérről, az LC–132/1 indítóállásából egy Koszmosz–3M (11K65M 53716-332) típusú hordozórakétával juttatták (LEO = Low-Earth Orbit) alacsony Föld körüli pályára. Az orbitális egység pályája 104,77 perces, 65,84 fokos hajlásszögű, elliptikus pálya perigeuma 963 kilométer, apogeuma 1005 kilométer volt.
A második generációs ASAT űregységek tesztműholdja. Teljes vizsgálati tesztsorozat végrehajtása az 1978-as ABM szerződés aláírásáig. Könnyű célobjektum, kisebb hordozórakéta, gazdaságosabb üzemeltetés, manőverező képesség. Formája hengeres, hasznos tömege 650 kilogramm.
Az 1977. december 21-én indított Koszmosz–970-es, majd 1978. május 19-én a Koszmosz–1009-es, vadászműhold 1 kilométeres távolságra megközelítette, de (ön)megsemmisítés nem történt.